# Carcanières
Carcanières är en kommun i departementet Ariège i regionen Occitanien i södra Frankrike. Kommunen ligger  i kantonen Quérigut som ligger i arrondissementet Foix. År 2022 hade Carcanières 71 invånare.

## Befolkningsutveckling
Antalet invånare i kommunen Carcanières
Referens: INSEE